# Pinarejos (Burgos)
Pinarejos es un área recreativa entre pinares perteneciente a Arauzo de Miel situado en la provincia de Burgos (España).
En la zona siguen brotando fuentes como la del caño, topónimo que da una pista para relacionarla con el cantar del Cid. En el lugar también se localiza la ermita de la Virgen de pinarejos o plumarejos, una alargada construcción de mampostería, edificada sobre otro templo más antiguo, en los siglos XVII-XVIII. En su interior hay un retablo fechado en 1705.

## Historia
Es el Spinaz del Can del Cantar de Mío Cid, muy cercano a las localidades burgalesas de Arauzo de Miel (Municipio al que pertenece) y Huerta de Rey.
- Datos: Q9059879